# El Molar (Montseny)
El Molar és una masia del municipi de Montseny (Vallès Oriental) inclosa en l'Inventari del Patrimoni Arquitectònic de Catalunya.

## Descripció
El cos principal de l'edifici és més alt que la resta, l'altra part sembla afegida, malgrat que no molt més tard. La porta té 15 dovelles d'amplada irregular però més aviat primes. Les llindes de les finestres són de pedra, en una d'elles hi ha una motllura conopial; la majoria tenen ampit i sobre una d'elles hi ha un arc de descàrrega de maó. Malgrat que la teulada és asimètrica, el carener coincideix amb la vertical de la porta. A la part posterior de la masia hi ha dos contraforts que sostenen el mur. A la part de l'edifici més baixa hi ha una finestra, possiblement nova, d'arcs de maons.

## Història
Antigament era tradicional la creença al Samont (Sant Pere de Vilamajor) que durant l'hivern al Molar es feia servir l'arenisca del Pla de la Calma per moles d'esmolar. Com la casa nova del Molar és del segle xviii, aquesta, la més antiga, ha de ser anterior, i pels detalls constructius es pot datar del segle xvi.